# 고바야시 히로키
고바야시 히로키(일본어: 小林 弘記, 1977년 5월 24일 ~ )는 일본의 전 축구 선수이다.

## 구단 경력
과거 주빌로 이와타, 베르디 가와사키, 콘사돌레 삿포로, FC 도쿄, 쇼난 벨마레, 로아소 구마모토에서 활동하였다.